# Tiran Porter

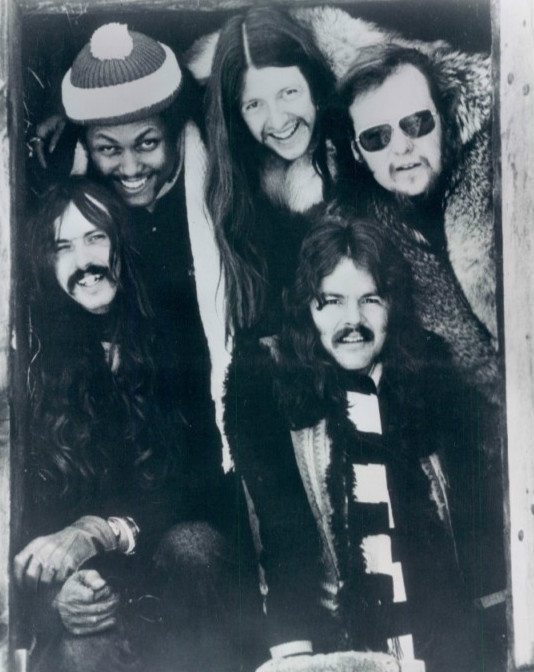
Tiran Porter (linksboven) met The Doobie Brothers (1974)

Tiran Calvin Porter (26 september 1948, Los Angeles) is een Amerikaans bassist, gitarist, zanger en componist. Hij speelde - met een onderbreking - twintig jaar bij The Doobie Brothers.

## Biografie
De Afro-Amerikaanse Porter sloot zich in 1972 aan bij The Doobie Brothers als vervanger van bassist Dave Shogren; hij maakte zijn vinyldebuut op het tweede album Toulouse Street (met de hit Listen to the Music). Zijn hese baritonstem was een aanvulling op de samenzang van Tom Johnston en Patrick Simmons, zij het dat Porter voornamelijk backing vocals verzorgde. Alleen op de albums Takin' It To The Streets uit 1976 en Livin' On The Fault Line uit 1977 was hij als leadzanger te horen in, respectievelijk, For Someone Special (opgedragen aan de zieke Johnston) en Need A Lady. Ook bij concerten (met plaatsvervangend frontman Michael McDonald) zong Porter meestal één a twee nummers.
Het succes eiste z'n tol; behalve Johnston stapten ook andere bandleden op, en Porter vertrok na de release van het album One Step Closer uit 1980. Hij bewaarde plezierige herinneringen aan de opnamen, maar dat woog niet op tegen zijn beslissing om te stoppen vanwege het eindeloze toeren en het overmatige cocaïnegebruik. Sessiemuzikant Willie Weeks (bekend van zijn samenwerkingen met Michael Jackson en andere protegés van Quincy Jones) nam het van hem over tot aan de afscheidsconcerten in september 1982; Porter verzorgde een gastoptreden in de toegift met de andere ex-Doobies. 
In 1987 werd de band heropgericht en ging Porter weer meedoen. In eerste instantie betrof het een serie benefietconcerten met elf leden en ex-leden voor Vietnamveteranen en zieke kinderen, maar de reünie beviel de Doobies zo goed dat ze besloten verder te gaan in de bezetting van Toulouse Street. Porter speelde op de albums Cycles uit 1989 en Brotherhood uit 1991, alleen was hij op geen van beiden vertegenwoordigd als componist of als leadzanger terwijl zijn baspartijen in veel gevallen naar achteren waren gemixt.
In oktober 1992 gaven The Doobie Brothers weer twee benefietconcerten volgend beproefd recept; ditmaal voor het gezin van de zieke percussionist Bobby LaKind die ondanks zijn verslechterde gezondheidstoestand nog eenmaal enkele nummers meespeelde als gastmuzikant.
Dit was ook het laatste optreden van Porter met de band; wederom vanwege het eindeloze toeren, maar ook vanwege zijn vergeefse pogingen om wat meer variatie aan te brengen in de traditionele Doobies-sound waardoor de titeltrack van Cycles ongebruikt op de plank bleef liggen.
Porter besloot het zelf op te nemen voor zijn soloalbum Playing To An Empty House dat in 1995 werd uitgebracht en een mix liet horen van (progressieve) rock en jazz. Porter had het zelf geproduceerd en ook alle instrumenten ingespeeld; de nadruk lag daarbij op leadgitaar en keyboards terwijl de basgitaar een ondergeschikte rol vervulde.
Sindsdien heeft Porter deelgenomen aan optredens van regionale acts als singer-songwriter Keith Greeninger, de Beatles-tributeband White Album Ensemble, Stormin' Norman and the Cyclones, Plastic Fauxno Band en de reünieconcerten van Moby Grape.
In 2022 werd Porter als (ex-)lid van The Doobie Brothers ingehuldigd in de Rock and Roll Hall of Fame.
In 2025 werd hij onderscheiden met de Lifetime Changemaker Award.